# Robert de Castella

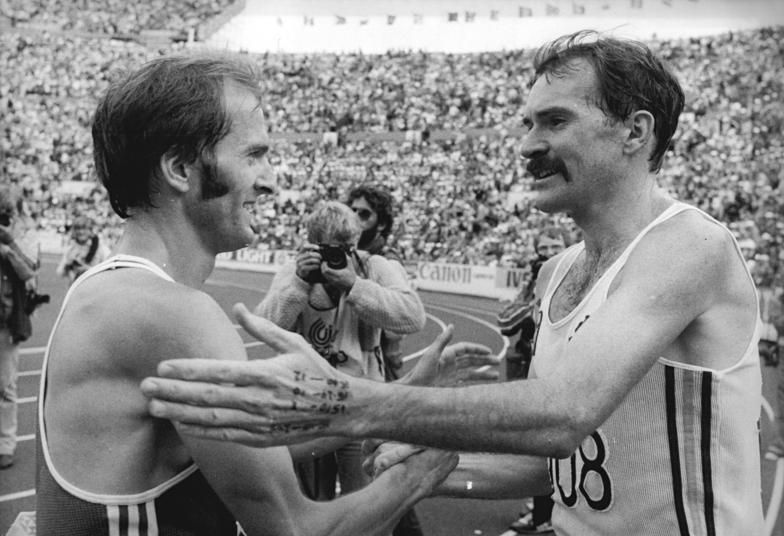
Robert de Castella

Robert de Castella MBE, född den 27 februari 1957 i Melbourne, är en före detta australisk friidrottare (Maratonlöpare).
de Castella tillhörde världseliten i maraton under 1980-talet och innehade världsbästanoteringen i maraton från 1981, då han sprang Fukuoka Marathon på 2:08:18, till 1984. Officiella världsrekord i maraton noterades först 2004. de Castella vann även guld vid det första världsmästerskapet 1983 i Helsingfors. Han var en av de största favoriterna till seger i OS 1984 men slutade på femte plats. 